# Зимбабве на Светском првенству у атлетици у дворани 2016.
Зимбабве је учествовао  на 16. Светском првенству у атлетици у дворани 2016. одржаном у Портланду од 17. до 20. марта. У свом деветом  учешћу на светским првенствима у дворани, репрезентација Зимбабвеа представљало је један такмичар који се такмичио у трчању на 60 метара.
На овом првенству представник Зимбабвеа није освојио ниједну медаљу, нити је оборио неки рекорд.

## Учесници
Мушкарци:
- Габријел Мвумвуре — 60 м

## Резултати

### Мушкарци
| Атлетичар         | Дисциплина | Лични рекорд | Квалификација | Квалификација | Полуфинале | Полуфинале | Финале               | Финале       | Детаљи                                  |
| Атлетичар         | Дисциплина | Лични рекорд | Резултат      | Место         | Резултат   | Место      | Резултат             | Место        | Детаљи                                  |
| ----------------- | ---------- | ------------ | ------------- | ------------- | ---------- | ---------- | -------------------- | ------------ | --------------------------------------- |
| Габријел Мвумвуре | 60 м       | 6,60 НР      | 6,68          | 2. у гр. 2 КВ | 6,68       | 6. у гр. 2 | Није се квалификовао | 19 / 53 (56) | Архивирано на веб-сајту (6. април 2016) |